# Kivu
Kivu je jedno od Velikih afričkih jezera. Nalazi se na granici između Demokratske Republike Kongo i Ruande, a nalazi se u rasjedu Albertina, zapadnom ogranku Istočnoafričkog rasjeda. Jezero Kivu ulijeva se u rijeku Ruzizi koja teče prema jugu u jezero Tanganjika. Godine 1894. njemački istraživač i časnik Gustav Adolf von Götzen bio je prvi Europljanin koji je otkrio jezero.
U prošlosti je jezero Kivu je otjecalo prema sjeveru, u porječje Bijelog Nila. Prije otprilike 13 000 do 9 000 godina, vulkanska aktivnost blokirala je izlaz jezera Kivu u porječje Nila. Vulkanizam je stvorio planine, uključujući Virungas, koje su se uzdizale između jezera Kivu i jezera Edward, na sjeveru. Voda iz jezera Kivu potom je otisnuta prema jugu niz Ruzizi. To je pak podiglo razinu jezera Tanganjika, koje se izlilo niz rijeku Lukuga.
Jezero Kivu jedno je od tri jezera na svijetu, uz jezero Nyos i jezero Monoun, koja su podvrgnuta limničkim erupcijama (gdje prevrtanje dubokovodnih stratificiranih slojeva oslobađa otopljeni ugljični dioksid (CO)). Dno jezera također sadrži metan (CH4), što znači da bi u slučaju limničke erupcije životi dva milijuna ljudi koji žive u blizini bili u opasnosti.

## Geografija
Jezero Kivu dugo je oko 42 km, a široko 50 km na svom najširem dijelu. Njegov nepravilan oblik otežava precizno mjerenje njegove površine; procjenjuje se da pokriva ukupnu površinu od oko 2,700 km 2, što ga čini osmim najvećim jezerom u Africi. Površina jezera nalazi se na visini od 1,460 m/nm. Ovo jezero ima šanse da doživi limničku erupciju svakih 1000 godina. Jezero ima najveću dubinu od 475 m i srednju dubinu od 220 m, što ga čini dvadesetim najdubljim jezerom na svijetu po najvećoj dubini i trinaestim najdubljim po srednjoj dubini.
Oko 1,370 m2 ili 58 posto vode jezera nalazi se unutar granica DR Konga.
Dno jezera nalazi se na rasjednoj dolini koja se polako razdvaja, uzrokujući vulkansku aktivnost u tom području.
Deseti po veličini otok u jezeru na svijetu, Idjwi, nalazi se u jezeru Kivu. Naselja na obali jezera uključuju Bukavu, Kabare, Kalehe, Sake i Goma u Demokratskoj Republici Kongo, te Gisenyi, Kibuye i Cyangugu u Ruandi.

## Kemija
Jezero Kivu je slatkovodno jezero i, zajedno s kamerunskim jezerom Nyos i jezerom Monoun, jedno je od tri za koja se zna da doživljavaju limničke erupcije. Oko jezera, geolozi su pronašli dokaze masovnih lokalnih izumiranja svakih tisuću godina, vjerojatno uzrokovanih događajima ispuštanja plinova. Okidač za prevrtanje jezera Kivu nije poznat, ali se sumnja na vulkansku aktivnost i klimatske promjene. Plinoviti kemijski sastav eksplodirajućih jezera jedinstven je za svako jezero. U slučaju jezera Kivu, to uključuje metan(CH4) i ugljikov dioksid (CO2), kao rezultat interakcije jezerske vode s vulkanskim toplim izvorima.
Količina metana sadržana na dnu jezera procjenjuje se na 65 km3. Ako se spali u modernom proizvodnom postrojenju s kombiniranim ciklusom, ta količina metana proizvela bi oko 40.000 megavata tijekom cijele godine, što je ekvivalentno izlaznoj snazi šest brana Grand Coulee[Bolji primjer?]koje rade na vrhuncu snage u proljeće. Jezero također ima procijenjenih 256km3 ugljičnog dioksida koji bi, ako se oslobodi tijekom erupcije, mogao ugušiti sve stanovnike obale jezera. Temperatura vode je 24°C, a pH je oko 8,6. Zabilježeno je da metan nastaje mikrobnom redukcijom vulkanskog CO. Buduće prevrtanje i ispuštanje plina iz dubokih voda jezera Kivu rezultiralo bi katastrofom, zasjenjujući povijesno dokumentirana prevrtanja jezera na mnogo manjim jezerima Nyos i Monoun. Životi približno dva milijuna ljudi koji žive u području jezera bili bi ugroženi.
Jezgre iz područja zaljeva Bukavu u jezeru otkrivaju da dno ima slojevite naslage rijetkog minerala monohidrokalcita isprepletenog dijatomejama, povrh sapropelnih sedimenata s visokim sadržajem pirita. Oni se nalaze u tri različita intervala. Vjeruje se da su sapropelni slojevi povezani s hidrotermalnim ispuštanjem, a dijatomeje s cvjetanjem koje je smanjilo razine ugljičnog dioksida dovoljno nisko da taloži monohidrokalcit.
Znanstvenici pretpostavljaju da bi dovoljna interakcija vulkana s vodom na dnu jezera koja ima visoke koncentracije plina zagrijala vodu, izbacila metan iz vode, izazvala eksploziju metana i izazvala gotovo istovremeno oslobađanje ugljičnog dioksida, iako ulazak 1 milijuna kubnih metara lave tijekom erupcije u siječnju 2002. nije imalo učinka. Ugljični dioksid bi tada ugušio veliki broj ljudi u bazenu jezera dok bi se plinovi kotrljali s površine jezera. Također je moguće da bi jezero moglo uzrokovati jezerske tsunamije jer plin eksplodira iz njega.
Rizik koji predstavlja jezero Kivu počeo se shvaćati tijekom analize novijih događaja na jezeru Nyos. Izvorno se smatralo da je metan iz jezera Kivu samo jeftini prirodni resurs za izvoz i za proizvodnju jeftine energije. Nakon što su se počeli shvaćati mehanizmi koji su uzrokovali prevrtanje jezera, počela se shvaćati i svijest o riziku koji jezero predstavlja za lokalno stanovništvo.
Eksperimentalna ventilacijska cijev postavljena je na jezeru Nyos 2001. za uklanjanje plina iz duboke vode, ali takvo rješenje za mnogo veće jezero Kivu bilo bi znatno skuplje. Oko 510 milijuna metričkih tona ugljičnog dioksida u jezeru malo je ispod 2% količine koja se godišnje oslobađa ljudskim izgaranjem fosilnih goriva. Stoga bi proces njegovog puštanja potencijalno mogao imati troškove izvan jednostavne izgradnje i rada sustava.
Problem povezan s prevalencijom metana vezan je uz mazuku, svahilskoi izraz "zli vjetar" za ispuštanje metana i ugljičnog dioksida koji ubija ljude i životinje, a može čak ubiti i vegetaciju kada je u dovoljno visokoj koncentraciji.

### Ekstrakcija metana
Nedavno je otkriveno da jezero Kivu sadrži približno 55 milijardi kuna m3 otopljenog bioplina na dubini od 300 metara. Do 2004. vađenje plina obavljalo se u malom opsegu, a izvađeni plin korišten je za pokretanje kotlova u pivovari Bralirwa u Gisenyiju. Što se tiče velike eksploatacije ovog resursa, ruandska vlada pregovarala je s brojnim stranama o proizvodnji metana iz jezera.
Godine 2011. ContourGlobal, energetska tvrtka sa sjedištem u Velikoj Britaniji usmjerena na tržišta u razvoju, osigurala je financiranje projekta za pokretanje velikog projekta ekstrakcije metana. Projekt provodi lokalna ruandska tvrtka pod nazivom KivuWatt, koristeći platformu teglenice na moru za vađenje, odvajanje i čišćenje plinova dobivenih iz dna jezera prije pumpanja pročišćenog metana putem podvodnog cjevovoda do plinskih motora na kopnu. Prva faza projekta, koja napaja tri "generatora" (gensets) uz obalu jezera i opskrbljuje 26 MW električne energije lokalnoj mreži, u međuvremenu je dovršena. Sljedeća faza ima za cilj postaviti devet dodatnih generatora snage 75 MW kako bi se stvorio ukupni kapacitet od 101 MW.
Uz to, tvrtka Symbion Power Lake Kivu Limited dobila je 2015. Ugovor o koncesiji i proizvodnji električne energije (PPA) za proizvodnju 50 MW snage korištenjem metana iz jezera Kivu. Očekuje se da će projekt započeti s izgradnjom 2019. godine, s prvom snagom (faze 1 - 14 MW) koji će se proizvoditi u prvom kvartalu 2020. Tvornica će biti potpuno operativna 2021.[Zastarjeli podaci]
Symbion Power je kupio još jednu koncesiju za dodatnih 25 MW i trenutno pregovaraju o PPA s Rwanda Electricity Group koja bi mogla dobiti 8 MW snage poslane u mrežu šest mjeseci nakon potpisivanja PPA. Ova koncesija nalazi se na mjestu izvornog pilot postrojenja poznatog kao KP1.[Zastarjeli podaci]
Osim upravljanja ekstrakcijom plina, KivuWatt će također upravljati postrojenjima za proizvodnju električne energije i dalje prodavati električnu energiju ruandskoj vladi prema uvjetima dugoročnog Ugovora o kupnji električne energije (PPA). To omogućuje KivuWattu da kontrolira vertikalno integriranu ponudu energije od točke ekstrakcije do točke prodaje u lokalnu mrežu. Kaže se da je ekstrakcija isplativa i relativno jednostavna jer nakon što se voda bogata plinom ispumpa, otopljeni plinovi (prvenstveno ugljični dioksid, sumporovodik i metan) počinju izbijati kako tlak vode pada. Očekuje se da će ovaj projekt povećati sposobnost Ruande za proizvodnju energije za čak 20 puta, te će omogućiti Ruandi prodaju električne energije susjednim afričkim zemljama. Tvrtka je 2011. godine dobila nagradu Africa Power posao godine za inovacije u financijskim aranžmanima koje je dobila iz različitih izvora za projekt KivuWatt. Elektrana vrijedna 200 milijuna dolara radila je na 26 MW 2016.

## Biologija i ribarstvo
Riblja fauna u jezeru Kivu relativno je siromašna s 28 opisanih vrsta, uključujući četiri unesene vrste. Autohtone vrse su Raiamas moorii, Labeobarbus altianalis, Barbus altianalis, Enteromius apleurogramma, Enteromius apleurogramma, Enteromius kerstenii, Enteromius pellegrini), jedna vrsta iz roda Amphilius, dvije iz roda Clarias ( C. liocephalus i C. gariepinus ), Oreochromis niloticus i 15 endemskih Haplochromis ciklida. Još je vjerojatno oko 20 neopisanih vrsta ciklida. Uvedene vrste su tri ciklida (Oreochromis macrochir, Oreochromis leucostictus i Coptodon rendalli), te vrsta srdele Limnothrissa miodon Srdela se lokalno naziva 'Ndagala' ili 'Isambaza'.
Zalihe sardina iz jezera Tanganyika koje se mogu iskoristiti procijenjene su na 2,000–4,000 metričkih tona godišnje. U jezero Kivu ju je krajem 1959. unio belgijski agronom Alphonse Collart. Pokušaj uvođenja slične vrste Stolothrissa tanganicae u isto vrijeme bio je neuspješan.
Trenutačno je jezero Kivu jedino prirodno jezero u koje je L. miodon, sardina izvorno ograničena na jezero Tanganyika, isprva uvedena kako bi ispunila praznu nišu. Prije uvođenja, nijedna riba planktivorous nije bila prisutna u pelagijskim vodama jezera Kivu. Početkom 1990-ih broj ribara na jezeru iznosio je 6.563, od čega je 3.027 bilo povezano s pelagijskim ribolovom, a 3.536 s tradicionalnim ribolovom. Rašireni oružani sukob u okolnom području od sredine 1990-ih rezultirao je padom ulova ribe.
Nakon ovog uvođenja, sardina je dobila značajnu ekonomsku i prehrambenu važnost za ljudsku populaciju na jezeru, ali sa stajališta ekosustava, uvođenje ribe planktonora može rezultirati važnim promjenama strukture zajednice planktona. Nedavna opažanja pokazala su nestanak tijekom posljednjih desetljeća velikog pašnjaka, Daphnia curvirostris, i dominaciju mezozooplanktonske zajednice triju vrsta ciklopoidnih kopepoda: Thermocyclops consimilis, Mesocyclops aequatorialis i Tropocyclops confinis.
Prvo sveobuhvatno istraživanje fitoplanktona objavljeno je 2006. Uz godišnji prosjek klorofila a u miješanom sloju od 2,2 mg m −3 i niske razine hranjivih tvari u eufotičnoj zoni, jezero je očito oligotrofno. Dijatomeje su dominantna skupina u jezeru, osobito tijekom epizoda dubokog miješanja u sušnoj sezoni. Tijekom kišne sezone, stratificirani vodeni stupac, s visokom svjetlošću i manjom dostupnošću hranjivih tvari, pogoduje dominaciji cijanobakterija s velikim brojem fototrofnog pikoplanktona. Stvarna primarna proizvodnja je 0,71 g C m −2 d −1 (≈ 260 g C m −2 a −1).
Studija evolucijske genetike pokazala je da bi ciklidi iz jezera u sjevernoj Virungi (npr. Edward, George, Victoria) evoluirali u "proto-jezeru Kivu", mnogo starijem od intenzivne vulkanske aktivnosti (prije 20 000-25 000 godina) koja je prekinuti vezu. Nadmorska visina planina zapadno od jezera (koje je trenutno nacionalni park Kahuzi-Biega, jedan od najvećih rezervata istočnih nizinskih (ili Grauerovih) gorila na svijetu), u kombinaciji s uzvišenjem istočnog rascjepa (koji se nalazi u istočnom Ruanda) bio bi odgovoran za drenažu vode iz središnje Ruande u pravo jezero Kivu. Ovaj koncept "proto-jezera Kivu" doveden je u pitanje nedostatkom dosljednih geoloških dokaza, iako molekularni sat ciklida sugerira postojanje jezera mnogo starijeg od uobičajeno citiranih 15 000 godina.
Jezero Kivu dom je četiriju vrsta slatkovodnih rakova, uključujući dva neendema (Potamonautes lirrangensis i P. mutandensis) i dva endema ( P. bourgaultae i P. idjwiensis). Među jezerima Rasjedne doline, Tanganjika i Victoria jedina su jezera s endemskim slatkovodnim rakovima.

### Ilegalni ribolov
U 2018. godini na jezeru Kivu zabilježeno je više od 400 slučajeva potencijalnog nezakonitog ribolova. Prema Istraživanju životinja i prijenosu tehnologije pri Odboru za poljoprivredu Ruande, proizvodnja ribe u jezeru Kivu pala je s 24 199 tona u ribolovnoj sezoni 2017. – 2018. na 16 194 tone u sezoni 2019. – 2020., što je zamjenica direktora Solange Uwituze pripisala metode ribolova koje utječu na razmnožavanje riba. Između svibnja i srpnja 2020. operacije pomorske jedinice policije Ruande izvijestile su o 27 slučajeva uključujući 10 uhićenih krivolovaca zbog nezakonitog ribolova na jezeru.

## Galerija
- Jezero Kivu iz Sakea, Goma, DR Kongo.
- Jezero Kivu s Gomom u pozadini, Kongo.
- Jezero Kivu razdvaja Bukavu (u prednjem planu) i Cyangugu (u pozadini) gledano iz Tumbimbija.

## Vanjske poveznice
|  | Zajednički poslužitelj ima još gradiva o temi Kivu |